# 李時勉
李時勉（1374年—1450年），名懋，字時勉，以字行，號古廉。江西吉安府安福县人。明朝政治人物。

## 生平
永樂二年（1404年）進士。預修《太祖實錄》，書成後，升翰林侍讀。永樂十九年，上書反對永樂遷都。
洪熙元年（1425年），上書勸仁宗“所謂節民力者此也”，“所謂謹嗜欲者此也”，“所謂勤政事者此也”，然而觸怒了仁宗，令武士以金瓜槌擊打時勉，折斷其三根肋骨後拘捕入獄。幾天後仁宗因病去世。
宣德初年，復官，官至國子監祭酒，禁《剪燈新話》。景泰元年（1450年）卒，諡文毅，成化五年（1469年）改諡忠文，追贈禮部侍郎。

## 著作
有《古廉集》。

## 延伸阅读
[在维基数据编辑]
 在维基文库阅读此作者作品
 《國朝獻徵錄·卷之七十三》，出自焦竑《國朝獻徵錄》
 《明史卷一百六十三》，出自《明史》